# Крихкість програмного забезпечення
Крихкістю програмного забезпечення (англ. Software brittleness) називають збільшення складності в виправленні старого ПЗ яке може виглядати надійним, але мати збої при зустрічі з незвичними даними, змінами в середовищі чи при невеликих змінах коду. Термін запозичений від терміна крихкість в металургії. Протилежністю до крихкого програмного забезпечення є відмовостійке (робастне).

## Приклади
- Помилка Аріан 5, сталася через успадкування коду з Аріан 4.
- Граничний випадок, типова область в якій системи найкрихкіші.